# Räto Tschupp

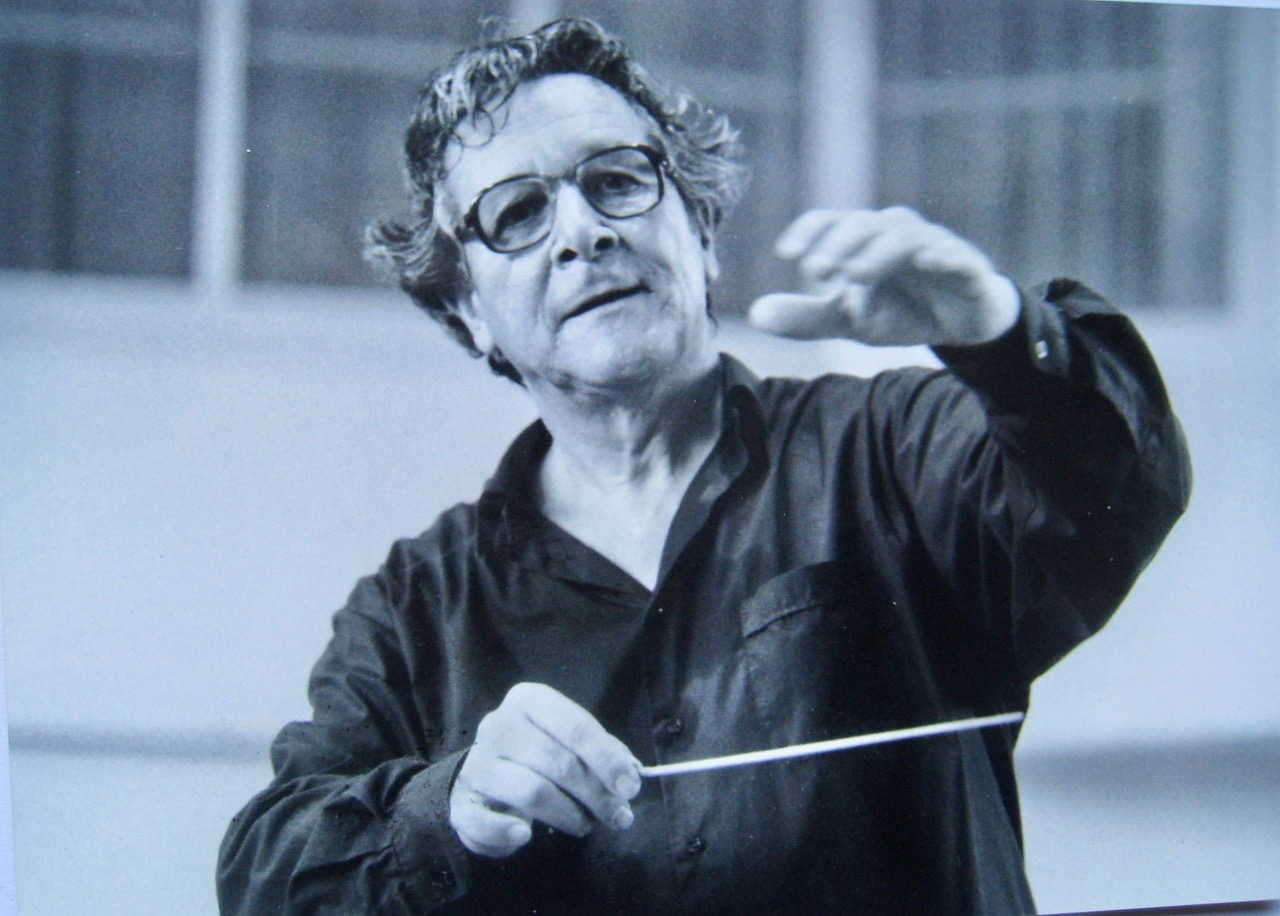
Räto Tschupp

Räto Tschupp (* 30. Juli 1929 in Thusis; † 12. Februar 2002 in Chur) war ein Schweizer Dirigent.
Bekannt war er vor allem für seinen Einsatz für Schweizer Komponisten des 20. Jahrhunderts. Er leitete über hundert Uraufführungen zeitgenössischer Werke, zahlreiche waren ihm gewidmet.

## Biografisches
1957 gründete Tschupp das Kammerorchester Camerata Zürich. Es spielte bei der Entstehung des modernen Schweizer Kammermusikrepertoires eine wichtige Rolle und wurde bis zu seinem Tod von ihm geleitet. Als Nachfolger von Erich Schmid war Tschupp von 1975 bis 1996 Leiter des Gemischten Chores Zürich. Von 1976 bis 1988 war Räto Tschupp Professor an der Hochschule für Musik Karlsruhe, wo er Dirigieren unterrichtete. Von 1989 bis 2001 war Tschupp Chefdirigent des Aargauer Symphonie Orchesters. 
Im Laufe seines Schaffens spielte Tschupp mit verschiedenen Orchestern und Chören einige Werke für diverse Plattenlabels ein, unter anderem Flötenkonzerte von Gluck und Cimarosa, eine Anthologie europäischer Musik nach der Französischen Revolution und Werke von Schweizer Komponisten wie Wladimir Vogel, Paul Müller-Zürich, Hermann Haller, Norbert Moret oder Josef Haselbach. Über den Komponisten Hugo Pfister (1914–1969) verfasste er eine Biographie samt Werkverzeichnis. Die Schweizer Phonothek in Lugano verzeichnet in ihrem Katalog eine Vielzahl seiner Tondokumente, darunter 29 Compact-Discs, 33 LP-Platten, 13 Radiosendungen und 122 Konzertaufnahmen von Radio DRS.
Zusammen mit seiner Frau, der Architektin Els Tschupp-van Gastel (1919–2016), erarbeitete er in ihrem Feriendomizil am Heinzenberg GR ein Flur- und Hofnamenverzeichnis der Gemeinde Tschappina auf der Grundlage des Gemeindeplanes, der Begehung, der Befragung von Einheimischen und der Sichtung der urkundlichen Belege in den Archiven.

## Tonaufnahmen (Auswahl)
- Francis Poulenc: Konzert für Orgel, Streicher und Pauke g-Moll, FP93 (1938), Tonaufnahme Radio-Sinfonieorchester Basel, Joachim Krause Orgel, Direktion Räto Tschupp; Stadtcasino Basel, 16. April 1989; Fonoteca Svizzera Lugano (BSFILE18585)
- Sinfonietta FP141 (1947)